# 红梗越桔
红梗越桔（学名：Vaccinium ardisioides）为杜鹃花科越桔属下的一个种。

## 扩展阅读
- 維基物種上的相關：红梗越桔